# Abiye Abebe
Pour les articles homonymes, voir Abebe.
Abiye Abebe (ge'ez: ሌፍተናንት ጄኔራል አብይ አበበ), né le 8 juillet 1918 et exécuté le 23 novembre 1974, est un militaire et homme politique éthiopien.

## Biographie
Il épouse la princesse Tsehai Hailé Sélassié en 1942, qui meurt la même année.
Il est gouverneur du Welega de 1942 à 1943 et ministre de la Guerre de 1949 à 1955. Il est ensuite ambassadeur à Paris de 1955 à 1958, puis ministre de la Justice de 1958 à 1961 et représentant de l'empereur Hailé Sélassié Ier en Érythrée en 1964. Il occupe le poste de ministre de la Défense du 1er mars au 31 mai 1974. Il est fusillé lors du massacre[réf. nécessaire] du 23 novembre 1974.

## Distinctions
- Grand-croix de la Légion d'honneur